# Katastrofa lotu TAM Linhas Aéreas 9755
Katastrofa lotu TAM 9755 – katastrofa lotnicza, która wydarzyła się 15 września 2001 roku. Fokker 100 linii TAM Linhas Aéreas lądował awaryjnie na polu nieopodal Belo Horizonte z powodu eksplozji silnika. W wypadku zginęła jedna osoba w momencie wybuchowej dekompresji.

## Samolot
Samolot, który uległ wypadkowi to Fokker 100 należący do brazylijskich linii lotniczych TAM Linhas Aéreas (obecnie LATAM Brasil) o numerach rejestracyjnych PT-MRN. Po wypadku samolot został naprawiony i powrócił do służby.

## Przebieg wypadku
Podczas rozkładowego rejsu z Recife do São Paulo, jeden z silników Fokkera eksplodował, wybijając 3 okna w tylnej części samolotu i powodując dehermetyzację kabiny. Pasażer z miejsca 19E został częściowo wyssany z samolotu. Jeden z pasażerów przytrzymywał go do chwili lądowania, jednak mimo tego wyssany pasażer nie przeżył. Samolot wylądował awaryjnie w Belo Horizonte.